# 뉴질랜드의 정당 목록
뉴질랜드의 정당 목록이다.

## 주요 정당
| 정당                | 정당                | 대표                           | 국제협회      | 대의원 |
| ------------------- | ------------------- | ------------------------------ | ------------- | ------ |
| 뉴질랜드 국민당     | 뉴질랜드 국민당     | 존 키                          | 국제민주연합  | 56     |
| 뉴질랜드 노동당     | 뉴질랜드 노동당     | 나이절 하워스                  | 진보동맹      | 46     |
| 뉴질랜드 제일당     | 뉴질랜드 제일당     | 윈스턴 피터스                  | 없음          | 9      |
| 뉴질랜드 녹색당     | 뉴질랜드 녹색당     | 메티리아 투레이 러셀 노르만    | 글로벌 그린즈 | 8      |
| 뉴질랜드 행동당     | 뉴질랜드 행동당     | 데이비드 시무어                | 없음          | 1      |
| 마오리당            | 마오리당            | 마라마 폭스 테 우루로아 플라벨 | 없음          | 0      |
| 뉴질랜드 통합미래당 | 뉴질랜드 통합미래당 | 피터 던                        | 없음          | 0      |